# Villa del Carmen
Villa del Carmen är en ort i Argentina.   Den ligger i provinsen San Luis, i den centrala delen av landet, 600 km väster om huvudstaden Buenos Aires. Villa del Carmen ligger 1 035 meter över havet och antalet invånare är 751.
Terrängen runt Villa del Carmen är kuperad åt sydost, men åt nordväst är den platt. Terrängen runt Villa del Carmen sluttar västerut. Runt Villa del Carmen är det glesbefolkat, med 13 invånare per kvadratkilometer.. 
Trakten runt Villa del Carmen består i huvudsak av gräsmarker.